# Tigidia bastardi
Tigidia bastardi is een spinnensoort uit de familie Barychelidae. De soort komt voor in Madagaskar.